# Parafia św. Mikołaja w Brukseli
Parafia św. Mikołaja – etnicznie rosyjska parafia prawosławna w Brukseli, jedna z 13 placówek duszpasterskich eparchii brukselsko-belgijskiej i czterech na terytorium Brukseli. 
Parafia działa w urządzonej w 1887 domowej cerkwi św. Mikołaja, dawnej kaplicy ambasady rosyjskiej. Zajmuje parter budynku, w którym obecnie zamieszkuje również zwierzchnik eparchii belgijskiej.